# Salvia aytachii
Salvia aytachii là một loài thực vật có hoa trong họ Hoa môi. Loài này được Vural & Adigüzel miêu tả khoa học đầu tiên năm 1996.